# Élimination de la disjonction
 (novembre 2016).
En logique propositionnelle, l'élimination de la disjonction, (parfois nommée preuve par cas, ou l'élimination du ou), est la forme d'argument valide et règle d'inférence qui permet d'éliminer une déclaration disjonctive d'une démonstration logique. Elle est l'inférence selon laquelle si une déclaration {\displaystyle P} implique une déclaration {\displaystyle Q}, qu'une déclaration {\displaystyle R} implique aussi {\displaystyle Q}, et que {\displaystyle P} ou {\displaystyle R} est vrai, alors {\displaystyle Q} est vrai. Par exemple:
Si je suis à l'intérieur, j'ai mon portefeuille sur moi.
Si je suis à l'extérieur, j'ai mon portefeuille sur moi
Ceci est vrai que ce soit à l'intérieur ou à l'extérieur.
Par conséquent, j'ai mon portefeuille sur moi.
Cette règle peut être énoncée comme suit:
{\displaystyle {\frac {P\to Q,R\to Q,P\lor R}{\therefore Q}}}
où la règle est que chaque fois que les instances de «{\displaystyle P\to Q} », et «{\displaystyle R\to Q} » et « {\displaystyle P\lor R} » apparaissent sur les lignes d'une démonstration, « {\displaystyle Q} » peut être placé sur la ligne de conclusion.

## Notation formelle
La règle de l'élimination de la disjonction peut être écrite en notation séquent:
{\displaystyle (P\to Q),(R\to Q),(P\lor R)\vdash Q}
où {\displaystyle \vdash } est un symbole métalogique qui signifie que {\displaystyle Q} est une conséquence syntaxique de {\displaystyle P\to Q}, et {\displaystyle R\to Q} et {\displaystyle P\lor R} dans un système logique;
et exprimée en tautologies ou en théorèmes de la logique propositionnelle :
{\displaystyle (((P\to Q)\land (R\to Q))\land (P\lor R))\to Q}
où {\displaystyle P}, {\displaystyle Q}, et {\displaystyle R} sont des propositions exprimées dans un système formel.